# 太钢不锈钢
37°55′29″N 112°32′24″E / 37.9247°N 112.5401°E
山西太钢不锈钢股份有限公司（英語：或STSS），股票簡稱太钢不锈（曾短暫使用G太钢），是中國一間上市鋼鐵公司。公司的最終控制人是國務院國資委。
2018年7月，《财富》公佈新一年的《中国500强排行榜》（中國500强上市公司），太钢不锈钢排名第119名。太钢不锈钢曾是MSCI中国指数（MSCI China Index）、MSCI A股全球通指数（MSCI China A Inclusion）和MSCI中国A股大盘指数（MSCI China A Large Cap）等等的成份股。

## 歷史
1998年10月21日，太钢不锈钢的股票於深圳证券交易所上市，並向母公司太原钢铁集团（太钢集团；TISCO）租用廠房共378,914.1平方米，營運原屬太钢集团的三钢厂、五轧厂、七轧厂及金属制品厂，共四個廠。
1998年，太钢不锈钢亦計劃與母公司建立合營公司，作為临汾钢铁厂（临汾钢铁公司）经营性资产的新法人，其中太钢不锈钢出資2亿元人民币（下同）。临汾钢铁厂是被稱為「十八小」的中國十八个小型钢铁厂之一；而太钢則是「五中」之一。其後，临汾钢铁有限公司（临钢）與新临钢钢铁有限公司兩個法人分別成立。但在2014年，太钢不锈钢將所持有的新临钢钢铁51%股權，售予太钢集团非上市子公司临汾钢铁，作價3.6亿元，使新臨鋼成為臨鋼的全資子公司。但太钢不锈钢又在2017年4月，向临钢租回临钢的中板生产线（3300mm中厚板轧制生产线及与之配套的热处理酸洗生产线），作價約1.92亿元，相等於生产线的资产折旧加相关附税、增值税，租用兩年。該生產線是臨鋼的唯一經營性資產，臨鋼的礦山、焦化、炼铁與炼钢產能已在中國政府「去產能」政策下結束。
2001年，太钢不锈钢計劃收购母公司太钢集团的热连轧厂，但其後改為租赁一年。
2006年，太钢不锈钢向母公司太钢集团發行13.69亿股新股，每股4.19元，收購母公司的钢铁主业资产（炼铁厂、焦化厂、一钢厂、二钢厂、型材厂、三轧厂、六轧厂、热连轧厂、供水厂、电力厂、发电厂、煤气厂、加工厂等等）。但有部份资产仍由母公司直接持有，例如向太钢不锈钢供應气体的太原钢铁（集团）比欧西气体，仍由太钢集团與比欧西集团的母公司林德集团擁有。另外，集團副業，例如太钢总医院、山西太钢房地产开发均不屬於上市公司。
2009年，太钢不锈钢與天津钢管集团共同成立合營公司天津天管太钢焊管，雙方各出資3亿元現金。
2018年4月，太钢不锈钢宣佈筹划收购临沂鑫海新型材料，並同時停牌。
2018年，太钢不锈钢代表業界，向中国商务部提交对欧盟、日本、韩国、印度尼西亚的不锈钢反倾销调查申请。

## 主要子公司
最後更新：2017年12月31日
- 天津太钢天管不锈钢（65.00%；與天津钢管集团合營）
- 山西太钢不锈钢钢管（60.00%）
- 太鋼不鏽香港有限公司（中國香港）
- TISCO Trading USA, Inc.（美國）
- TISCO Europe GmbH （德國）
- （俄罗斯）

## 主要合營公司
最後更新：2017年12月31日
- 天津天管太钢焊管（50.00%；與天津钢管集团合營）

已出售
- 新临钢钢铁（2014年出售）

## 主要股東
最後更新：2024年12月31日
太钢集团一直是太钢不锈钢的直接控股股東，而最終控制人是中國國務院國資委（國家）。但在2017年，太钢集团將0.79%太钢不锈钢的股票无偿划转给同是山西国资委旗下的晋能集团有限公司全资子公司山西国际电力集团。同年，山西国资委亦成立山西省国有资本投资运营有限公司，成為太钢集团的直接母公司，以及太钢不锈钢的間接母公司。截至2017年12月31日，央企中央汇金资产管理亦擁有1.43%；而作為深港通、滬港通代理人，香港中央结算有限公司擁有0.70%，為第四大股東；第五大股東為中国人寿保险管理的基金，佔0.62%；第七大股東為全国社保基金，佔0.35%。